# 랜드그랜트 대학교

랜드그랜트 대학교

랜드그랜트 대학교(영어: land-grant university, land-grant college, land-grant institution)는 1862년과 1890년의 모릴법의 혜택을 받기 위해 미국의 주가 지정한 미국의 고등 교육 시설이다.
대부분의 랜드그랜트 대학교들은 오늘날 완전한 범위의 교육적 기회를 제공하는 대형 공립 대학교가 되었다. 그러나 일부 랜드그랜드 대학교들에는 코넬 대학교와 매사추세츠 공과대학교를 포함한 사립 학교들도 포함된다.

## 역사
1840년대 말 터너(Jonathan Baldwin Turner)의 노력을 통해 공적으로 투자되는 농업 및 기술 교육 시설의 개념이 처음 등장하여 국가적 주목을 받게 되었다. 최초의 토지 허여 법안은 1857년 버몬트주의 저스틴 스미스 모릴 의원이 도입하였다. 이 법안은 1859년 통과되었으나 제임스 뷰캐넌이 거부권을 행사하였다. 모릴은 1861년 이 법안을 다시 제출하였고 1862년에 최종적으로 제정되었다. 그 뒤 두 번째 모릴법이 1890년에 통과되었다.

### 모릴법 이전의 주법
1862년 모릴법이 발효되기 이전에 미시간 주립 대학교는 1855년 2월 12일 미시간주의 법 하에 대략 14,000 에이커 (57 km2)의 주 소유 토지를 수용함으로써 랜드그랜드 교육 시설로 입안되어 최초의 랜드그랜트 대학교가 되었다. 그 뒤 펜실베니아 주립 대학교가 그 해 2월 22일 랜드그랜트 학교로 인정되었다.

## 해치법
랜드그랜트 대학교의 임무는 1887년 해치법을 통해 확장되었다.

## 같이 보기
- 모릴 토지 허여 법안

## 참조
1. 1 2 3  《The Land-Grant Tradition》. NASULGC. 2008. 3쪽. 2010년 12월 4일에 원본 문서에서 보존된 문서. 2010년 7월 28일에 확인함.